# لورا لینی

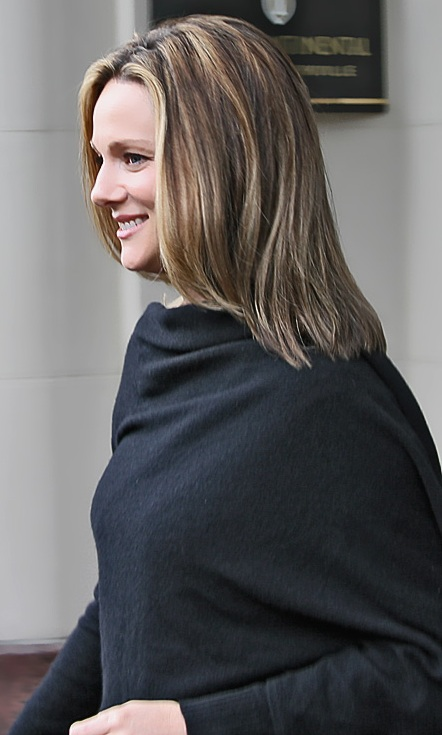
لینی در جشنواره فیلم تورنتو ۲۰۰۷

لورا لگت لینی (به انگلیسی: Laura Leggett Linney) (زادهٔ ۵ فوریه ۱۹۶۴) یک بازیگر آمریکایی است.

## جوایز و افتخارات
او در همه زمینه‌های حرفه‌ای خود در سینما، تلویزیون و تئاتر، موفق به کسب جایزه‌های امی، گلدن گلوب و جایزه انجمن بازیگران سینما (SAG) شده‌است. او همچنین نامزد سه جایزه اسکار و یک جایزه بفتا بوده‌است.

## بخشی از فیلم‌شناسی
| سال  | عنوان                                            | نقش                       | توضیحات |
| ---- | ------------------------------------------------ | ------------------------- | ------- |
| ۱۹۹۲ | روغن لورنزو                                      | Young Teacher             |         |
| ۱۹۹۳ | در جستجوی بابی فیشر                              |                           |         |
| ۱۹۹۴ | یک پیچ و تاب ساده                                |                           |         |
| ۱۹۹۵ | کنگو                                             |                           |         |
| ۱۹۹۳ | دیو                                              |                           |         |
| ۱۹۹۶ | ترس کهن                                          | Janet Venable             |         |
| ۱۹۹۷ | قدرت مطلق                                        | Kate Whitney              |         |
| ۱۹۹۸ | نمایش ترومن                                      | Meryl Burbank/Hannah Gill |         |
| ۲۰۰۰ | می‌توانی روی من حساب کنی                          | Samantha 'Sammy' Prescott |         |
| ۲۰۰۲ | پیشگویی‌های مرد شاپرکی                            | Connie Mills              |         |
| ۲۰۰۳ | زندگی دیوید گیل                                  | Constance Harraway        |         |
| ۲۰۰۳ | رودخانه میستیک                                   | Annabeth Markum           |         |
| ۲۰۰۳ | در واقع عشق                                      | Sarah                     |         |
| ۲۰۰۴ | پی.اس.                                           | Louise Harrington         |         |
| ۲۰۰۴ | کینزی                                            | Clara McMillen            |         |
| ۲۰۰۵ | ماهی مرکب و نهنگ                                 | Joan Berkman              |         |
| ۲۰۰۵ | جن‌گیری امیلی رز                                  | Erin Bruner               |         |
| ۲۰۰۶ | مرد سال                                          | Eleanor Green             |         |
| ۲۰۰۶ | گرمترین ایالت                                    |                           |         |
| ۲۰۰۷ | خانواده سوج                                      | Wendy Savage              |         |
| ۲۰۰۷ | خاطرات پرستار بچه                                | Mrs. X                    |         |
| ۲۰۰۸ | مرد دیگر                                         |                           |         |
| ۲۰۰۹ | شهر شما مقصد نهایی                               |                           |         |
| ۲۰۱۰ | همدردی برای طعم خوش                              |                           |         |
| ۲۰۱۱ | آرتور کریسمس                                     | North Pole Computer       | صداپیشه |
| ۲۰۱۵ | آقای هولمز                                       | Mrs. Munro                |         |
| ۲۰۱۶ | نابغه                                            | Louise Saunders           |         |
| ۲۰۱۶ | لاک‌پشت‌های نینجای نوجوان جهش‌یافته: خارج از سایه‌ها | Rebecca Vincent           | [ ۲ ]   |
| ۲۰۱۶ | سالی                                             | Lorraine Sullenberger     |         |
| ۲۰۲۰ | راه‌های نرفته                                     |                           |         |
| ۲۰۲۳ | باشگاه معجزه                                     |                           |         |
| ۲۰۲۳ | گربه وحشی                                        |                           |         |
| ۲۰۲۴ | ساحل آفتاب                                       | کریستین                   |         |

## جوایز و افتخارات
- لورا لینی در سال‌های ۲۰۰۰ و ۲۰۰۷ نامزد جایزه اسکار بهترین بازیگر نقش اول زن و در سال ۲۰۰۴ نامزد جایزه اسکار بهترین بازیگر نقش مکمل زن شده بود.
- کاندیدای بفتای بهترین بازیگر نقش مکمل زن برای فیلم رودخانه میستیک در نقش Annabeth Markum در سال ۲۰۰۳